# Sara D'Amario
Sara D'Amario (Moncalieri, 4 febbraio 1972) è un'attrice e scrittrice italiana.

## Biografia
Si diploma nel 1993 presso la Scuola per Attori del Teatro Stabile di Torino, diretta da Luca Ronconi. Successivamente consegue la laurea in Lettere moderne (specializzazione in Drammaturgia) presso l'Università degli Studi di Torino, con una tesi sul Woyzeck di Büchner. Nel 2004 si trasferisce a New York per alcuni mesi, per prendere lezioni private dalla coach Susan Batson.
Dopo anni di solo teatro, esordisce su Canale 5 nel 2000 interpretando un piccolo ruolo nel settimo episodio della prima stagione di Distretto di Polizia. Nel 2002 prende parte al film Casomai, diretto da Alessandro D'Alatri; nel 2004 recita nella fiction Le stagioni del cuore di Antonello Grimaldi. 
Diventa nota al grande pubblico per la partecipazione alla soap opera Vivere, dove dal 2005 fino all'estate del 2007 interpreta il ruolo dell'affascinante ma alquanto instabile Claudia Pisani.
Nel 2008 ritorna sul grande schermo con i film Colpo d'occhio di Sergio Rubini, Caos calmo di Antonello Grimaldi e Il cosmo sul comò di Marcello Cesena, al fianco di Aldo, Giovanni e Giacomo, ed è anche presente sul piccolo schermo con Io ti assolvo, film tv per la regia di Monica Vullo, e Distretto di Polizia 8. 
Nel 2009 ha pubblicato il romanzo Nitro, edito da Baldini+Castoldi.
Dal 2010 torna sul piccolo schermo nella soap opera CentoVetrine, dove interpreterà il personaggio di Viviana Guerra. Nello stesso anno recita nel film La banda dei Babbi Natale, al fianco di Aldo, Giovanni e Giacomo, con i quali aveva già lavorato. Nel 2012 prende parte ad un episodio della serie televisiva Il commissario Nardone interpretando il ruolo dell'assassina Rina Fort. 
Dal 2007 tiene anche laboratori di teatro e di tecniche per saper parlare in pubblico. 
Dal 2023 cura la direzione artistica del Polo artistico e culturale dell'Istituto delle Rosine, a Torino, con Massimo Striglia, suo compagno anche nella vita. 

## Vita privata
Ha una figlia, nata dalla relazione con l'ex compagno, il regista e drammaturgo francese François-Xavier Frantz.
Nel film L'Âge d'Or di Bérenger Thouin ha recitato insieme alla figlia.
Alla carriera di attrice e scrittrice ha unito anche la direzione artistica di uno spazio culturale che cura insieme all'attuale compagno, Massimo Striglia.

## Filmografia

### Cinema
- Jolly Blu, regia di Stefano Salvati (1998)
- Alex l'ariete, regia di Damiano Damiani (2000)
- Preferisco il rumore del mare, regia di Mimmo Calopresti (2000)
- Assassini dei giorni di festa, regia di Damiano Damiani (2002)
- Casomai, regia di Alessandro D'Alatri (2002)
- Tu devi essere il lupo, regia di Vittorio Moroni (2005)
- L'impresario delle Smirne, regia di Leonardo Ferrantini (2006)
- La ragazza del lago, regia di Andrea Molaioli (2007)
- Solo un padre, regia di Luca Lucini (2008)
- Caos calmo, regia di Antonello Grimaldi (2008)
- Colpo d'occhio, regia di Sergio Rubini (2008)
- Il cosmo sul comò, regia di Marcello Cesena, episodio Temperatura basale (2008)
- La banda dei Babbi Natale, regia di Paolo Genovese (2010)
- Il pasticciere, regia di Luigi Sardiello (2012)
- Un'insolita vendemmia, regia di Daniele Carnacina (2013)
- Il ricco, il povero e il maggiordomo, regia di Morgan Bertacca (2014)
- Come diventare grandi nonostante i genitori, regia di Luca Lucini (2016)
- Quello che non sai di me, regia di Rolando Colla (2017)
- Il vegetale, regia di Gennaro Nunziante (2018)
- L'Âge d'Or, regia Bérenger Thouin (2025)

### Televisione
- Distretto di Polizia – serie TV, episodio 1x07 (2000)
- Il testimone – regia di Michele Soavi – miniserie TV (2001)
- Padri, regia di Riccardo Donna – miniserie TV (2002)
- Vento di ponente – serie TV (2002)
- Doppio agguato, regia di Renato De Maria – miniserie TV (2003)
- Le stagioni del cuore - serie TV (2004)
- Taglia & Cuci– programma di satira sulla moda (2005) - autrice e conduttrice
- La caccia - miniserie TV (2005)
- Vivere, registi vari - soap opera (2005-2007)
- Distretto di Polizia 7, regia di Alessandro Capone – serie TV, episodio 7x01 (2007)
- La contessa di Castiglione, regia di Josée Dayan - miniserie TV (2006)
- Nebbie e delitti 2 - serie TV, episodio Carte false (2007)
- Medicina generale - serie TV (2007)
- Nassiriya - Per non dimenticare – miniserie TV (2007)
- Distretto di Polizia 8, regia di Alessandro Capone – serie TV (2008)
- Io ti assolvo, regia di Monica Vullo – film TV (2008)
- Scusate il disturbo - miniserie TV (2009)
- I delitti del cuoco - serie TV, 1 episodio (2010)
- Il commissario Nardone - serie TV, 1 episodio (2011)
- Non smettere di sognare - serie TV, 8 episodi (2011)
- Le tre rose di Eva - serie TV (2012)
- Il tredicesimo apostolo - serie TV (2012)
- CentoVetrine - serie TV (2010-2012)
- Rosso San Valentino - serie TV (2013)
- Don Matteo - serie TV (2014)
- I segreti di Borgo Larici - serie TV (2014)
- Le due leggi - miniserie TV (2014)
- Una pallottola nel cuore - serie TV, episodio 1x03 (2014)
- Io ci sono, regia di Luciano Manuzzi - film TV (2016)
- Piccoli segreti, grandi bugie, regia di Fabrizio Costa - film TV (2016)
- L'onore e il rispetto - serie TV, 6 episodi (2017)
- Alex & Co. - serie TV (2017)
- Sacrificio d'amore - serie TV (2017-2018)
- I topi - serie TV (2018)
- Fratelli Caputo – miniserie TV, 4 episodi (2020-2021)
- Drops of God, serie TV (2022)
- Tina Anselmi - Una vita per la democrazia, regia di Luciano Manuzzi – docufilm (2023)
- Raul Gardini, regia di Francesco Miccichè - docudrama (2023)
- Lea - I nostri figli, regia di Fabrizio Costa - serie TV, episodi 2x02-2x06 (2023)

### Cortometraggi
- Senza chiave, regia di Enrico Martini Mauri e Roberto Schinardi (1998)
- La separazione, regia di Mariano Provenzano (2005)
- Alba, regia di Giorgia Farina (2008)
- Il mantello di carta, regia di Giulio De Vita, Omar Leone, Pasqualino Suppa (2015)
- Odissea in sei sonetti, regia Roberta Cortese (2024)
- Eroi, regia Caterina Baglio (2024)

### Teatro
- Measure for Measure, di William Shakespeare; regia di Luca Ronconi
- Calderon, di Pier Paolo Pasolini; regia di Luca Ronconi
- Pilade, di Pier Paolo Pasolini; regia di Luca Ronconi
- Intrigo e amore, di Friedrich Schiller; regia di Nanni Garella
- Medea, di Franz Grillparzer; regia di Nanni Garella
- Ermengarda, da Adelchi di Alessandro Manzoni; regia di Nanni Garella
- Ruy Blas, di Victor Hugo; regia di Luca Ronconi
- Esuli, di James Joyce; regia di Nanni Garella
- Woyzeck, di Georg Büchner; regia di Nanni Garella
- L'uomo che vide, di Piero Ferrero; regia di Krizstof Zanussi
- Il campiello, di Carlo Goldoni; regia di Nanni Garella
- Le affinità elettive, di Johann Wolfgang Goethe; regia di Matteo Tarasco, supervisione di Gabriele Lavia
- Zio Vanja, di Anton Čechov; regia di Nanni Garella
- Spingendo la notte più in là, di Mario Calabresi; regia di Luca Zingaretti
- Io, Veronica Franco, cortigiana a Venezia, di M. Teyssèyre; regia di J.D. Monory
- Il tarlo del Jazz: omaggio a Armando Trovajoli, regia U. Viola, S. Fonzi
- Sfumature di Donne di Scienza, di S..D'Amario, regia di Francois-Xavier Frantz (2018- in corso)
- Madiba, omaggio a Nelson Mandela, regia U. Viola, S. Fonzi (2018)
- Storie di Donne di Fuoco e di Luce, di S. D'Amario e FX Frantz, regia François-Xavier Frantz (2020 - in corso)
- "Greenminds", di S. D'Amario e FX Frantz, regia François-Xavier Frantz (2021- in corso)
- "Un Quartetto per la Resistenza", di S. D'Amario e FX Frantz, regia François-Xavier Frantz (2021- in corso)
- "Negli Occhi di mia Madre - Il Mammone" commedia feroce di FX Frantz, regia François-Xavier Frantz (2022- in corso)
- "Screenminds", testo e regia di FX Frantz, (2023- in corso)
- "Il coraggio di essere Nelson - la leadership gentile e ispiratrice di Nelson Mandela", spettacolo di Teatro-Formazione con Andrea Galli, regia FX Frantz (2024 - in corso)
- "La Chiave a Stella" di Primo Levi, spettacolo di Teatro-Formazione con Andrea Galli, regia FX Frantz (2024 - in corso)

## Doppiatrice
- Rosie Perez in The Counselor - Il procuratore
- Judith Godrèche in Stoker

## Opere
- Nitro, Milano, Edizioni Baldini Castoldi Dalai, 2008
- Un cuore XXL, Roma, Fanucci Editore, 2013 - Premio Sirmione per la Letteratura per Ragazzi
- Kikka, Roma, Fanucci Editore, 2014
- Magnetic, Fanucci Editore, 2018

## Riconoscimenti
- 2014: Premio Sirmione per la Letteratura per Ragazzi per Un Cuore XXL
- 2018: Moncalierese dell'anno per la cultura, il teatro, il cinema, la tv
- 2019: Premio Renzo Montagnani